# Bessa (generale)
Bessa (in greco Βέσσας?; anni 470 – dopo il 554) è stato un generale bizantino di origine ostrogotica.
È noto principalmente per il ruolo svolto nel corso delle guerre di Giustiniano I. Si distinse personalmente contro i Sasanidi nel corso della Guerra iberica e sotto il comando di Belisario nel corso della Guerra gotica, ma in seguito alla partenza di Belisario dall'Italia non riuscì a contrastare la vittoriosa controffensiva ostrogota ed ebbe ampie responsabilità per la perdita di Roma avvenuta nel 546. Ritornato in oriente nel disonore, malgrado la sua età avanzata gli fu affidato il comando delle operazioni nella Guerra lazica: si riscattò con la riconquista di Petra, ma la sua successiva inazione indusse Giustiniano a destituirlo e a esiliarlo in Abasgia.

## Biografia
Secondo lo storico coevo Procopio di Cesarea, Bessa era nato negli anni settanta del V secolo e proveniva da una famiglia nobile gotica da tempo insediata in Tracia e che nel 488 non aveva seguito Teodorico il Grande nell'invasione dell'Italia, all'epoca governata da Odoacre. Procopio sottolinea la sua padronanza della lingua gotica, ma un altro scrittore coevo, Giordane, sostiene che provenisse dall'insediamento di Castra Martis, comprendente Sarmati, Cemandriani, e diversi Unni (Getica 265). Questa testimonianza è stata interpretata in diversi modi, con la maggior parte degli studiosi moderni che propendono per la tesi che fosse un goto. Nonostante ciò, a dire di Patrick Amory, è impossibile trarre ogni conclusione certa sulla sua etnia dalle fonti. Amory ritiene che Bessa fosse un esempio tipico della «blurry ethnographic identity» («vaga identità etnografica») che avrebbe caratterizzato le popolazioni balcaniche del VI secolo, soprattutto per quanto concerne i militari.

Mappa della frontiera romano-sasanide tra IV e VI secolo.

Molto poco è noto della giovinezza e degli inizi di carriera di Bessa: in gioventù si arruolò nell'esercito imperiale e secondo Procopio aveva già avuto esperienze di guerra nel 503, quando ebbe inizio la Guerra anastasiana con i Sasanidi alla quale prese parte come ufficiale. Probabilmente è da identificare con un comes dallo stesso nome a cui fu indirizzata una lettera del vescovo Giacobbe di Serugh (morto nel 521). Se questa identificazione fosse fondata, ciò implicherebbe che Bessa fosse monofisita (probabilmente moderato).
Nel 531, durante la Guerra iberica contro la Persia, Bessa fu nominato dux Mesopotamiae, con Martyropolis come sua base. In questo ruolo Bessa condusse 500 cavalieri contro le truppe sasanidi a guardia dello stesso settore di frontiera, comprendenti 700 tra fanti e cavalieri sotto il comando dei generali Gadar e Yazdgerd. I Romani si confrontarono in battaglia con i Sasanidi sulle rive del Tigri e li misero in rotta, uccidendo Gadar e facendo prigioniero Yazdgerd. Bessa, dopo aver saccheggiato la provincia di Arzanene, fece ritorno a Martyropolis. Per rappresaglia per tale successo romano, il sovrano sasanide Cavade I inviò contro Martyropolis un imponente esercito sotto il comando di tre generali di esperienza, Bawi, Mihr-Mihroe e Chanaranges. I Sasanidi assediarono la città nel corso dell'autunno, scavando trincee e gallerie, ma la guarnigione, sotto il comando di Bessa e di Buze, resistette fermamente. Infine, l'approssimarsi dell'inverno, l'arrivo di consistenti armate romane nei dintorni di Amida, e la notizia della morte di Cavade costrinse i comandanti sasanidi a levare l'assedio (a novembre o dicembre). Poco tempo dopo il loro ritiro, un'armata di Unni Sabiri, ingaggiati dai Sasanidi come mercenari, invase il territorio romano spingendosi nei loro saccheggi fino ad Antiochia, ma Bessa intercettò uno dei loro gruppi di saccheggiatori e lo annientò, catturando 500 cavalli e molto bottino.
Nel 535 Bessa partecipò come luogotenente di Belisario (insieme a Costantino e Peranio) alla spedizione contro il Regno ostrogoto d'Italia. Accompagnò Belisario nelle prime fasi della campagna, dal recupero della Sicilia all'assedio di Napoli, ed era presente alla caduta di quest'ultima nel novembre 536. Da lì l'esercito romano avanzò fino a Roma, che espugnò senza trovare resistenza. Belisario spedì Costantino e Bessa a espugnare numerose città remote, ma quando apprese che il nuovo re goto, Vitige, stava marciando su Roma, li richiamò. Bessa si fermò per qualche tempo nei pressi della città di Narni, che permetteva di controllare la via che, attraverso gli Appennini, collegava la capitale ostrogota Ravenna a Roma, scontrandosi e sconfiggendo in una schermaglia l'avanguardia ostrogota.
Durante il lungo assedio gotico di Roma, durato un anno, Bessa fu posto al comando delle truppe a guardia della Porta Praenestina e si distinse personalmente in diverse schermaglie. Niente è noto del suo ruolo negli eventi successivi fino al 540, a parte che fu probabilmente in questo intervallo temporale che fu elevato al rango di patricius. All'inizio del 538, Bessa aveva protetto Belisario dal tentativo di assassinio da parte del generale Costantino nel corso di una disputa, ma nel 540 Belisario, che si stava accingendo a entrare a Ravenna usando lo stratagemma di fingere di accettare l'offerta gotica di diventare Imperatore d'Occidente, mostrò di non fidarsi di Bessa, dal momento che lo spedì, insieme ad altri generali che si erano mostrati in passato in disaccordo con le sue strategie e lo avevano contrastato, come Giovanni e Narsete Persarmeno, a occupare località remote dell'Italia.
In seguito alla partenza di Belisario a metà del 540, Bessa rimase in Italia. Giustiniano non assunse un comandante supremo in sostituzione di Belisario, e di conseguenza i numerosi generali rimasti in Italia non riuscirono a coordinare le proprie azioni. Invece di sottomettere le ultime sacche di resistenza ostrogote nell'Italia settentrionale, si ritirarono in diverse città fortificate, dando il tempo agli Ostrogoti di riorganizzarsi sotto la guida di un nuovo re, Ildibaldo. Ildibaldo marciò su Treviso e sconfisse una armata romana sotto il comando di Vitalio, mentre Bessa avanzò con le sue truppe fino a Piacenza. Alla fine del 541, in seguito all'ascesa di Totila al trono ostrogoto, Bessa e gli altri comandanti romani si radunarono a Ravenna per coordinare le proprie azioni, ma le truppe imperiali furono respinte da Verona e sconfitte a Faenza dai Goti di Totila. I Goti allora invasero la Tuscia minacciando Firenze, difesa dal generale Giustino. Bessa, insieme a Giovanni e Cipriano, intervenne in soccorso di Giovanni. I Goti si ritirarono a causa dell'arrivo dei rinforzi romani, ma in seguito al loro inseguimento, i Goti li sconfissero costringendoli alla fuga. In seguito a questa nuova sconfitta i comandanti romani si dispersero riparando nelle città fortificate e rinunciando a ogni ulteriore azione coordinata abbandonando ciascuno al proprio destino. Bessa si ritirò con le proprie truppe a Spoleto.
Niente è noto delle sue attività fino all'inizio del 545, quando è attestato come il comandante della guarnigione di Roma. Insieme al generale Conone era responsabile della difesa della città durante l'assedio da parte di Totila nel 546. Durante l'assedio si limitò a una difesa passiva, rifiutando di eseguire sortite dalle mura anche quando Belisario, che nel frattempo era ritornato in Italia ed era sbarcato con rinforzi nel limitrofo Portus Romanus, glielo ordinò. Di conseguenza, i tentativi da parte di Belisario di soccorrere la città assediata fallirono. Procopio critica pesantemente Bessa per il suo operato durante l'assedio, accusandolo di aver negletto la popolazione civile della città e di essersi arricchito vendendo alla popolazione affamata il grano di cui disponeva a prezzi esorbitanti. La popolazione civile era stata così indebolita dalla carestia che, anche quando Bessa concesse a chi volesse di lasciare la città, molti morirono di inedia lungo la strada, mentre altri furono assaliti e uccisi dai Goti. Procopio lo accusa inoltre di negligenza nella conduzione della difesa e di non aver adottato adeguate misure di sicurezza: le guardie dormivano nelle loro postazioni, e i pattugliamenti furono abbandonati. Questo consentì a quattro soldati isauri di contattare Totila, e il 17 dicembre 546 la città cadde in mano ostrogota per tradimento. Bessa riuscì a fuggire con il grosso della guarnigione, ma il tesoro accumulato fu lasciato indietro e cadde in mano ostrogota. A causa delle sue responsabilità nella caduta di Roma, Bessa fu apparentemente richiamato a Costantinopoli.

Mappa della Lazica e delle regioni limitrofe nel corso della Tarda Antichità

Nel 550, in seguito al tentativo fallimentare da parte di un consistente esercito romano sotto il comando del magister militum per Armeniam Dagisteo di espugnare la fortezza strategica di Petra nel corso della guerra allora in corso con i Sasanidi per il controllo della Lazica (Georgia occidentale), Giustiniano nominò Bessa come successore di Dagisteo e gli affidò il comando delle operazioni militari in Lazica, decisione inaspettata che fu criticata considerevolmente, a causa della età avanzata di Bessa e delle sue responsabilità nella caduta di Roma.
Bessa in un primo momento inviò un corpo di spedizione per reprimere una rivolta degli Abasgiani, che confinavano a nord con la Lazica e avevano richiesto l'intervento sasanide. La spedizione, sotto il comando di Giovanni Guze, fu vittoriosa, costringendo il capo abasgiano Opsites alla fuga attraverso il Caucaso presso gli Unni Sabiri. Nella primavera del 551, dopo un lungo assedio e grazie soprattutto alla propria perseveranza e coraggio, i Romani e i loro alleati Sabiri (all'incirca 6 000 truppe) espugnarono Petra. Alcuni Sasanidi continuarono la resistenza riparando nella cittadella, ma Bessa ordinò che fosse incendiata. In seguito a questa vittoria, ordinò che le mura cittadine venissero rase al suolo.
Se la presa di Petra riabilitò Bessa agli occhi dei coevi, le sue azioni successive compromisero di nuovo la sua reputazione: invece di sfruttare questo successo prendendo possesso dei passi di montagna che connettevano la Lazica con la provincia sasanide di Iberia, si ritirò verso ovest nelle province romane della Pontica e si concentrò sulla loro amministrazione. Questa inattività permise ai Sasanidi condotti da Mihr-Mihroe di consolidare il loro controllo sulla parte orientale della Lazica. Le truppe romane in Lazica si ritirarono verso ovest fino alla foce del Phasis, mentre i Lazi, compresi il loro re Gubazes e la sua famiglia, cercarono riparo tra le montagne. Malgrado le condizioni estremamente dure dell'inverno del 551–552, Gubazes respinse le offerte di pace proposte dagli inviati di Mihr-Mihroe. Nel 552, i Sasanidi ricevettero rinforzi consistenti, ma i loro attacchi alle fortezze controllate dai Romani e dai Lazi vennero respinti.
Nel 554 l'esercito romano, condotto da Bessa, Martino, Buze e Giustino, si ritirò in conseguenza di un assalto dei Sasanidi condotti da Mihr-Mihroe contro le loro basi a Telephis–Ollaria. Gubazes protestò con Giustiniano per l'incompetenza dei generali romani. Di conseguenza Bessa fu destituito, i suoi beni furono confiscati, e fu spedito in esilio presso gli Abasgiani. Non sono note ulteriori informazioni su Bessa nel periodo successivo alla sua destituzione.